# AK CRO Dakar Team
AK CRO Dakar Team, hrvatski automobilistički klub. Sjedište je u Mlinarskoj 57, Zagreb.

## Povijest
Osnovan je 2001. godine radi nastupa na najprestižnijem svjetskom natjecanju u reliju, Rallyju Dakar. Već sljedeće godine nastupila je prva hrvatska posada. To su bili Zvonimir Martinčević i suvozač-navigator Marin Frčko u Land Roveru pripremljenom u vlastitoj garaži. Idući nastupi bili su u Toyoti Land Cruiseru. 2004. godine proslavili su se u 7. etapi utrke. Spasili su nastradalu mehaničarsku ekipu iz Nizozemske od stradavanja u pustinji. Za humani i športski čin nagrađeni su Trofejem Fair play Sportskog tjednika i SN za 2004. godinu. Odlaskom Martinčevića, 2007. godine oformljena je nova posada Goran Francetić – Marin Frčko. Osvojili su 1. mjestom u kategoriji neprioritetnih vozača. 2008. godine na Dakaru su vozili Daniel Šaškin i Marin Frčko. Od rujna 2008. godine u paru voze Daniel Šaškin i Damir Bruner.  2019. godine na Dakaru su vozili Daniel Šaškin i Saša Bitterman. Frčko je bio suvozač slovenskom Darku Pehljanu. U Cro Dakar Teamu je također Damir Gruičić.
Cro Dakar Team natječe se i u drugim utrkama. Posada Šaškin-Bruner bila je treća u Češkoj Republici na Internx.rallyju početkom listopada 2009. godine, što je prvo postolje za bilo koju hrvatsku ekipu na utrci Europskog prvenstva u Rally raidu. Pobijedili su i u posljednjem brzincu rallyja. Sezonu su završili na 13. mjestu u ukupnom poretku Europskog prvenstva.
Povijesni uspjeh na Rallyju Dakar donio im je primanje kod predsjednice Republike Hrvatske Kolinde Grabar-Kitarović 4. ožujka 2019. godine.